# Salcha
Salcha é uma Região censo-designada localizada no estado americano de Alasca, no Distrito de Fairbanks North Star.

## Demografia
Segundo o censo americano de 2000, a sua população era de 854 habitantes.

## Geografia
De acordo com o United States Census Bureau, a localidade tem uma área de 192,2 km², dos quais 186,6 km² cobertos por terra e 5,6 km² cobertos por água.

## Localidades na vizinhança
O diagrama seguinte representa as localidades num raio de 40 km ao redor de Salcha.